# Črni vrh, Pohorje
Črni vrh (1543,5 m) je najvišji vrh Pohorja in se vzpenja nad Slovenj Gradcem na Kopah, severovzhodno od kraja Mislinja in južno od kraja Radlje ob Dravi.
Vrh je izrazito uravnan (kar je tudi sicer značilno za obliko vrhov Pohorja), kar se odraža v tem, da obsega površina, ki jo označuje izohipsa 1540 m (le 3,5 m nižje od vrha) površino več kot 5 ha (350 × 150 m). Zanimivo je tudi to, da je v naravi kot vrh Črnega vrha označena višinska točka 1543 m na skrajni južni točki navedene izohipse, medtem ko nekoliko višja točka 1543,5 m približno 80 m severno v naravi ni označena. V bližini je Mali Črni vrh (1.533 m).
Na koti 1490 m severozahodno od vrha se nahaja izvir Mrzli studenec, ki je eden najvišje ležečih izvirov na Pohorju. V bližini vrha so tudi rastišča borovnic.